# Denis Bouanga
Denis Bouanga, né le 11 novembre 1994 au Mans en France, est un footballeur international gabonais qui évolue au poste d'ailier gauche au Los Angeles FC. Il possède également la nationalité française.

## Biographie

### Origines familiales
Denis Bouanga est né d'un père gabonais et d'une mère française. Son parcours amateur débute au Mans où il reste deux ans dans la catégorie U-19. Cependant le Mans ne souhaite pas le conserver et il file à Mulsanne en division d'honneur. Après une période difficile, il est finalement recruté par le FC Lorient et s'impose rapidement dans la catégorie CFA du club.  Son frère cadet, Didier Bouanga, évolue au JS Coulaines en Régional 1. 

### Débuts professionnels
Il commence sa carrière professionnelle avec le FC Lorient à l'occasion d'un match contre le Paris Saint-Germain, avant d'enchaîner plusieurs matchs avec la réserve en compagnie de son frère Didier Bouanga. Lors de la saison 2015-2016, il est titulaire lors de la première journée et dispute toute la rencontre contre l'Olympique lyonnais. Il dispute en tout cinq matchs, inscrivant son premier but dans la foulée contre le Stade de Reims, avant d'être prêté au Racing Club de Strasbourg en National. Il y réalise une bonne deuxième partie de saison, inscrivant cinq buts lors de ses dix-huit matchs disputés, contribuant au sacre du club alsacien à l'issue de la saison.
La saison suivante, Bouanga est une nouvelle fois prêté, cette fois au Tours Football Club. Malgré les mauvaises performances du club en championnat, il réalise une saison correcte qui lui permet d'être sélectionné avec le Gabon pour la première fois. À son retour de prêt, il décide de prolonger son contrat avec le FC Lorient jusqu'en 2021 malgré la relégation du club en Ligue 2. Il choisit de signer en 2018 un contrat de trois ans avec le Nîmes Olympique, tout juste promu en Ligue 1. Il ne reste finalement qu’une seule saison à Nîmes.

### AS Saint-Étienne
Lors du mercato estival 2019, il décide de rejoindre le Forez pour s'engager avec l’AS Saint-Étienne où il signe un contrat jusqu’en juin 2023. Il joue son premier match sous ses nouvelles couleurs le 10 août 2019, lors de la première journée de la saison 2019-2020 de Ligue 1 face au Dijon FCO. Il est titulaire ce jour-là au poste d'ailier gauche et son équipe s'impose sur le score de deux buts à un. Huit jours plus tard, lors de sa deuxième apparition sous le maillot vert, il inscrit son premier but pour l'ASSE lors de la réception du Stade brestois 29, en championnat (1-1). Avec les Verts il découvre également la Ligue Europa, jouant son premier match face à La Gantoise lors de la première journée de la phase de groupe, le 19 septembre 2019 (défaite 3-2 de Saint-Étienne). Il ne brille pas dans cette compétition (zéro but), tout comme son équipe qui termine troisième de son groupe et est éliminé à ce stade de la compétition. Si l'ASSE vit une saison difficile en championnat (17e à la fin de la saison), Bouanga est l'une des satisfactions stéphanoises, s'illustrant notamment en inscrivant deux doublés, le 10 novembre 2019 face au FC Nantes, permettant la victoire des siens à la Beaujoire (2-3) et contre l'OGC Nice le 4 décembre suivant à domicile, où il est également auteur d'une passe décisive pour Wesley Fofana, contribuant grandement à la victoire de Saint-Étienne (4-1). Avec douze buts toutes compétitions confondues, Bouanga est le meilleur buteur de son équipe cette saison-là et est élu joueur de la saison par les supporters de l'ASSE.
Il inscrit son premier but de la saison 2020-2021 le 12 septembre 2020, contre son ancien club, le RC Strasbourg. Il contribue ainsi à la victoire de son équipe (2-0 score final).
Bouanga joue son dernier match avec l'ASSE le 30 juillet 2022, lors de la première journée de la saison 2022-2023 de Ligue 2 contre le Dijon FCO. Son équipe s'incline par deux buts à un ce jour-là, et l'international gabonais est expulsé en fin de match pour des propos déplacés envers l'arbitre. Il écope d'une suspension de deux matchs et ne portera plus le maillot Vert.

### Los Angeles FC
Alors que l'AS Saint-Étienne est reléguée en Ligue 2 à l'issue de la saison 2021-2022, Bouanga attire les convoitises de plusieurs clubs. Après avoir joué avec les Verts lors de la première journée de championnat, le 5 août 2022, il est transféré au Los Angeles FC, franchise de Major League Soccer, pour un montant de 4,5 millions d'euros,. L'international gabonais apparaît pour la première fois avec la formation angeline le 31 août suivant lorsqu'il remplace Cristian Arango en fin de rencontre face au Dynamo de Houston et ne peut empêcher la défaite 2-1 des siens en terres texanes. Au terme de sa première saison, il décroche avec son équipe le Supporters' Shield 2022 avant de remporter la première Coupe MLS de l'histoire de la franchise en 2022.
Il se fait remarquer le 9 mars 2023 en inscrivant son premier triplé avec le club américain, face à la LD Alajuelense, un des clubs costaricains les plus importants. Seulement trois jours plus tard, il poursuit son bon début de saison avec un doublé en championnat face au Revolution de la Nouvelle-Angleterre,. Il inscrit un deuxième triplé avec la franchise angeline le 8 avril suivant dans une victoire 3-0 face à l'Austin FC au BMO Stadium. Dans l'épopée qui mène son club à sa deuxième finale de Ligue des champions (après l'édition 2020), il est une nouvelle fois décisif en inscrivant le seul but angelin dans une défaite 2-1 face au Club León, maintenant ainsi un espoir de succès pour son équipe lors de la finale retour.
Le 5 octobre 2023, l'international gabonais est une nouvelle fois l'auteur d'un triplé, face au Minnesota United FC, en MLS. Ses trois buts contribuent à la victoire de son équipe par cinq buts à un ce jour-là.

### En équipe nationale
En août 2015, Denis Bouanga est convoqué une première fois par Jorge Costa cependant il décline l'invitation. Les médias rapportent que le joueur ne se sent pas prêt pour l'étape de la sélection et préfère d'abord se consacrer à sa carrière en club.
En janvier 2017, il est retenu par le sélectionneur gabonais José Antonio Camacho afin de participer à la Coupe d'Afrique des nations organisée au Gabon durant laquelle il prend part à l'intégralité des matchs de sa sélection dans la compétition. Le Gabon ne parvenant pas à passer la phase de groupes, ses belles prestations durant ce tournoi lui permettent néanmoins de gagner deux fois consécutivement le trophée de "Total Man of the match" face au Burkina Faso et au Cameroun.  
Le 24 mars 2017, il inscrit son premier but en équipe nationale à l'occasion d'un match amical contre la Guinée.

## Statistiques

### Statistiques détaillées
| Saison                | Club                        | Championnat           | Championnat | Championnat | Championnat | Coupe nationale | Coupe nationale | Coupe nationale | Coupe de la Ligue | Coupe de la Ligue | Coupe de la Ligue | Supercoupe | Supercoupe | Supercoupe | Compétition(s) continentale(s) | Compétition(s) continentale(s) | Compétition(s) continentale(s) | Compétition(s) continentale(s) | Autres compétitions | Autres compétitions | Autres compétitions | Autres compétitions | Total | Total | Total |
| Saison                | Club                        | Division              | M.          | B.          | P.d.        | M.              | B.              | P.d.            | M.                | B.                | P.d.              | M.         | B.         | P.d.       | Comp.                          | M.                             | B.                             | P.d.                           | Comp.               | M.                  | B.                  | P.d.                | M.    | B.    | P.d.  |
| 2014-2015             | FC Lorient                  | Ligue 1               | 1           | 0           | 0           | -               | -               | -               | 1                 | 0                 | 0                 | -          | -          | -          | -                              | -                              | -                              | -                              | -                   | -                   | -                   | -                   | 2     | 0     | 0     |
| 2015-2016             | FC Lorient                  | Ligue 1               | 4           | 1           | 0           | -               | -               | -               | 1                 | 0                 | 0                 | -          | -          | -          | -                              | -                              | -                              | -                              | -                   | -                   | -                   | -                   | 5     | 1     | 0     |
| 2017-2018             | FC Lorient                  | Ligue 2               | 34          | 9           | 4           | 4               | 5               | 0               | 3                 | 1                 | 0                 | -          | -          | -          | -                              | -                              | -                              | -                              | -                   | -                   | -                   | -                   | 41    | 15    | 4     |
| Sous-total            | Sous-total                  | Sous-total            | 39          | 10          | 4           | 4               | 5               | 0               | 5                 | 1                 | 0                 | -          | -          | -          | -                              | -                              | -                              | -                              | -                   | -                   | -                   | -                   | 48    | 16    | 4     |
| 2015-2016             | RC Strasbourg Alsace (prêt) | National              | 18          | 5           | 1           | -               | -               | -               | -                 | -                 | -                 | -          | -          | -          | -                              | -                              | -                              | -                              | -                   | -                   | -                   | -                   | 18    | 5     | 1     |
| 2016-2017             | Tours FC (prêt)             | Ligue 2               | 36          | 16          | 6           | -               | -               | -               | 1                 | 0                 | 0                 | -          | -          | -          | -                              | -                              | -                              | -                              | -                   | -                   | -                   | -                   | 37    | 16    | 6     |
| 2018-2019             | Nîmes Olympique             | Ligue 1               | 35          | 8           | 3           | 1               | 0               | 0               | 2                 | 1                 | 0                 | -          | -          | -          | -                              | -                              | -                              | -                              | -                   | -                   | -                   | -                   | 38    | 9     | 3     |
| 2019-2020             | AS Saint-Étienne            | Ligue 1               | 26          | 10          | 3           | 4               | 2               | 1               | 1                 | 0                 | 0                 | -          | -          | -          | C3                             | 5                              | 0                              | 1                              | -                   | -                   | -                   | -                   | 36    | 12    | 5     |
| 2020-2021             | AS Saint-Étienne            | Ligue 1               | 36          | 7           | 4           | -               | -               | -               | -                 | -                 | -                 | -          | -          | -          | -                              | -                              | -                              | -                              | -                   | -                   | -                   | -                   | 36    | 7     | 4     |
| 2021-2022             | AS Saint-Étienne            | Ligue 1               | 34          | 9           | 6           | 1               | 0               | 0               | -                 | -                 | -                 | -          | -          | -          | -                              | -                              | -                              | -                              | BR                  | 2                   | 0                   | 0                   | 37    | 9     | 6     |
| 2022-2023             | AS Saint-Étienne            | Ligue 2               | 1           | 0           | 1           | -               | -               | -               | -                 | -                 | -                 | -          | -          | -          | -                              | -                              | -                              | -                              | -                   | -                   | -                   | -                   | 1     | 0     | 1     |
| Sous-total            | Sous-total                  | Sous-total            | 97          | 26          | 14          | 5               | 2               | 1               | 1                 | 0                 | 0                 | -          | -          | -          | -                              | 5                              | 0                              | 1                              | -                   | 2                   | 0                   | 0                   | 110   | 28    | 16    |
| 2022                  | Los Angeles FC              | MLS                   | 10          | 3           | 0           | -               | -               | -               | -                 | -                 | -                 | -          | -          | -          | -                              | -                              | -                              | -                              | -                   | -                   | -                   | -                   | 10    | 3     | 0     |
| 2023                  | Los Angeles FC              | MLS                   | 36          | 25          | 6           | -               | -               | -               | -                 | -                 | -                 | 1          | 0          | 0          | C1                             | 8                              | 7                              | 3                              | LC                  | 3                   | 6                   | 3                   | 48    | 38    | 12    |
| 2024                  | Los Angeles FC              | MLS                   | 36          | 21          | 9           | 5               | 1               | 3               | -                 | -                 | -                 | -          | -          | -          | -                              | -                              | -                              | -                              | LC                  | 7                   | 6                   | 3                   | 48    | 28    | 15    |
| 2025                  | Los Angeles FC              | MLS                   | 21          | 13          | 5           | -               | -               | -               | -                 | -                 | -                 | -          | -          | -          | CMC+C1                         | 4+6                            | 2+3                            | 1+1                            | LC                  | 2                   | 1                   | 0                   | 33    | 19    | 7     |
| Sous-total            | Sous-total                  | Sous-total            | 103         | 62          | 20          | 5               | 1               | 3               | -                 | -                 | -                 | 1          | 0          | 0          | -                              | 18                             | 12                             | 5                              | -                   | 12                  | 13                  | 6                   | 139   | 88    | 34    |
| Total sur la carrière | Total sur la carrière       | Total sur la carrière | 328         | 127         | 48          | 15              | 8               | 4               | 9                 | 2                 | 0                 | 1          | 0          | 0          | -                              | 23                             | 12                             | 6                              | -                   | 14                  | 13                  | 6                   | 390   | 162   | 64    |

### En sélection nationale
| Saison                | Sélection             | Phases finales        | Phases finales | Phases finales | Phases finales | Éliminatoires | Éliminatoires | Éliminatoires | Matchs amicaux | Matchs amicaux | Matchs amicaux | Total | Total | Total |
| Saison                | Sélection             | Compétition           | M              | B              | Pd             | M             | B             | Pd            | M              | B              | Pd             | M     | B     | Pd    |
| --------------------- | --------------------- | --------------------- | -------------- | -------------- | -------------- | ------------- | ------------- | ------------- | -------------- | -------------- | -------------- | ----- | ----- | ----- |
| 2016-2017             | Gabon                 | CAN 2017              | 3              | 0              | 1              | 1             | 1             | 0             | 2              | 1              | 0              | 6     | 2     | 1     |
| 2017-2018             | Gabon                 | -                     | -              | -              | -              | 3             | 0             | 0             | -              | -              | -              | 3     | 0     | 0     |
| 2018-2019             | Gabon                 | -                     | -              | -              | -              | 4             | 1             | 0             | -              | -              | -              | 4     | 1     | 0     |
| 2019-2020             | Gabon                 | -                     | -              | -              | -              | 2             | 1             | 0             | 2              | 1              | 0              | 4     | 2     | 0     |
| 2020-2021             | Gabon                 | -                     | -              | -              | -              | 3             | 2             | 2             | 1              | 0              | 0              | 4     | 2     | 2     |
| 2021-2022             | Gabon                 | CAN 2021              | 3              | 0              | 0              | 6             | 0             | 0             | 2              | 0              | 0              | 11    | 0     | 0     |
| 2022-2023             | Gabon                 | -                     | -              | -              | -              | 2             | 0             | 0             | 1              | 0              | 0              | 3     | 0     | 0     |
| 2023-2024             | Gabon                 | -                     | -              | -              | -              | 5             | 3             | 0             | -              | -              | -              | 5     | 3     | 0     |
| 2024-2025             | Gabon                 | -                     | -              | -              | -              | 7             | 3             | 1             | -              | -              | -              | 7     | 3     | 1     |
| Total sur la carrière | Total sur la carrière | Total sur la carrière | 6              | 0              | 1              | 33            | 11            | 3             | 8              | 2              | 0              | 47    | 13    | 4     |

### Liste des matchs internationaux
| Matchs internationaux de Denis Bouanga | Matchs internationaux de Denis Bouanga | Matchs internationaux de Denis Bouanga                        | Matchs internationaux de Denis Bouanga | Matchs internationaux de Denis Bouanga | Matchs internationaux de Denis Bouanga  | Matchs internationaux de Denis Bouanga                              |
|                                        | Date                                   | Lieu                                                          | Adversaire                             | Résultats                              | Compétitions                            | Notes                                                               |
| -------------------------------------- | -------------------------------------- | ------------------------------------------------------------- | -------------------------------------- | -------------------------------------- | --------------------------------------- | ------------------------------------------------------------------- |
| 1.                                     | 14 janvier 2017                        | Stade d'Angondjé, Libreville, Gabon                           | Guinée-Bissau                          | 1 - 1                                  | CAN 2017                                | Titulaire.                                                          |
| 2.                                     | 18 janvier 2017                        | Stade d'Angondjé, Libreville, Gabon                           | Burkina Faso                           | 1 - 1                                  | CAN 2017                                | Titulaire.                                                          |
| 3.                                     | 22 janvier 2017                        | Stade d'Angondjé, Libreville, Gabon                           | Cameroun                               | 0 - 0                                  | CAN 2017                                | Titulaire.                                                          |
| 4.                                     | 24 mars 2017                           | Stade Océane, Le Havre, France                                | Guinée                                 | 2 - 2                                  | Match amical                            | Titulaire.                                                          |
| 5.                                     | 4 juin 2017                            | Stade d'Angondjé, Libreville, Gabon                           | Zambie                                 | 0 - 0                                  | Match amical                            | Titulaire.                                                          |
| 6.                                     | 10 juin 2017                           | Stade du 26-Mars, Bamako, Mali                                | Mali                                   | 2 - 1                                  | Éliminatoires de la CAN 2019            | Titulaire.                                                          |
| 7.                                     | 2 septembre 2017                       | Stade d'Angondjé, Libreville, Gabon                           | Côte d'Ivoire                          | 0 - 3                                  | Éliminatoires de la Coupe du monde 2018 | Titulaire.                                                          |
| 8.                                     | 5 septembre 2017                       | Stade de la Paix de Bouaké, Bouaké, Côte d'Ivoire             | Côte d'Ivoire                          | 1 - 2                                  | Éliminatoires de la Coupe du monde 2018 | Titulaire et remplacé par Yoann Wachter à la 46e minute de jeu.     |
| 9.                                     | 7 octobre 2017                         | Stade Mohammed-V, Casablanca, Maroc                           | Maroc                                  | 3 - 0                                  | Éliminatoires de la Coupe du monde 2018 | Titulaire et remplacé par Duval N'Zembi à la 85e minute.            |
| 10.                                    | 12 octobre 2018                        | Stade d'Angondjé, Libreville, Gabon                           | Soudan du Sud                          | 3 - 0                                  | Éliminatoires de la CAN 2019            | Titulaire.                                                          |
| 11.                                    | 16 octobre 2018                        | Stade de Djouba, Djouba, Soudan du Sud                        | Soudan du Sud                          | 0 - 1                                  | Éliminatoires de la CAN 2019            | Titulaire.                                                          |
| 12.                                    | 17 novembre 2018                       | Stade d'Angondjé, Libreville, Gabon                           | Mali                                   | 0 - 1                                  | Éliminatoires de la CAN 2019            | Titulaire.                                                          |
| 13.                                    | 23 mars 2019                           | Stade Intwari, Bujumbura, Burundi                             | Burundi                                | 1 - 1                                  | Éliminatoires de la CAN 2019            | Titulaire et remplacé par Gaëtan Missi Mezu à la 82e minute.        |
| 14.                                    | 10 octobre 2019                        | Stade Municipal Gérard Houllier, Saint-Leu-la-Forêt, France   | Burkina Faso                           | 0 - 1                                  | Match amical                            | Titulaire et remplacé par Louis Ameka à la 85e minute.              |
| 15.                                    | 15 octobre 2019                        | Stade Ibn-Batouta, Tanger, Maroc                              | Maroc                                  | 2 - 3                                  | Match amical                            | Titulaire et remplacé par Louis Ameka à la 63e minute.              |
| 16.                                    | 14 novembre 2019                       | Stade des Martyrs, Kinshasa, République démocratique du Congo | RD Congo                               | 0 - 0                                  | Éliminatoires de la CAN 2021            | Titulaire et remplacé par Medwin Biteghé à la 78e minute.           |
| 17.                                    | 17 novembre 2019                       | Stade de Franceville, Franceville, Gabon                      | Angola                                 | 2 - 1                                  | Éliminatoires de la CAN 2021            | Titulaire.                                                          |
| 18.                                    | 11 octobre 2020                        | Estádio Pina Manique, Lisbonne, Portugal                      | Bénin                                  | 0 - 2                                  | Match amical                            | Titulaire.                                                          |
| 19.                                    | 12 novembre 2020                       | Stade de Franceville, Franceville, Gabon                      | Gambie                                 | 2 - 1                                  | Éliminatoires de la CAN 2021            | Titulaire et remplacé par Louis Ameka à la 73e minute.              |
| 20.                                    | 16 novembre 2020                       | Independence Stadium, Bakau, Gambie                           | Gambie                                 | 2 - 1                                  | Éliminatoires de la CAN 2021            | Titulaire.                                                          |
| 21.                                    | 25 mars 2021                           | Stade de Franceville, Franceville, Gabon                      | RD Congo                               | 3 - 0                                  | Éliminatoires de la CAN 2021            | Titulaire et remplacé par André Biyogo Poko à la 75e minute.        |
| 22.                                    | 1er septembre 2021                     | Benina Martyrs Stadium, Benina, Libye                         | Libye                                  | 2 - 1                                  | Éliminatoires de la Coupe du monde 2022 | Titulaire.                                                          |
| 23.                                    | 5 septembre 2021                       | Stade de Franceville, Franceville, Gabon                      | Égypte                                 | 1 - 1                                  | Éliminatoires de la Coupe du monde 2022 | Titulaire.                                                          |
| 24.                                    | 8 octobre 2021                         | Stade national du 11-Novembre, Luanda, Angola                 | Angola                                 | 3 - 1                                  | Éliminatoires de la Coupe du monde 2022 | Titulaire.                                                          |
| 25.                                    | 12 novembre 2021                       | Stade de Franceville, Franceville, Gabon                      | Libye                                  | 1 - 0                                  | Éliminatoires de la Coupe du monde 2022 | Titulaire et remplacé par Aaron Boupendza à la 83e minute.          |
| 26.                                    | 16 novembre 2021                       | Stade Borg Al Arab, Borg El Arab, Égypte                      | Égypte                                 | 2 - 1                                  | Éliminatoires de la Coupe du monde 2022 | Titulaire.                                                          |
| 27.                                    | 2 janvier 2022                         | The Sevens Stadium, Dubaï, Émirats arabes unis                | Burkina Faso                           | 0 - 3                                  | Match amical                            | Titulaire.                                                          |
| 28.                                    | 4 janvier 2022                         | Stade Al-Maktoum, Dubaï, Émirats arabes unis                  | Mauritanie                             | 1 - 1                                  | Match amical                            | Titulaire.                                                          |
| 29.                                    | 10 janvier 2022                        | Stade Ahmadou-Ahidjo, Yaoundé, Cameroun                       | Comores                                | 0 - 1                                  | CAN 2021                                | Titulaire.                                                          |
| 30.                                    | 14 janvier 2022                        | Stade Ahmadou-Ahidjo, Yaoundé, Cameroun                       | Ghana                                  | 1 - 1                                  | CAN 2021                                | Titulaire et remplacé par Jim Allevinah à la 53e minute de jeu.     |
| 31.                                    | 23 janvier 2022                        | Stade de Limbé, Limbé, Cameroun                               | Burkina Faso                           | 1 - 1 (7-6)                            | CAN 2021                                | Rentre en jeu à la 50e minute à la place de Jim Allevinah.          |
| 32.                                    | 8 juin 2022                            | Stade de Franceville, Franceville, Gabon                      | Mauritanie                             | 0 - 0                                  | Éliminatoires de la CAN 2023            | Titulaire.                                                          |
| 33.                                    | 20 novembre 2022                       | Manavgat Atatürk Stadyumu, Manavgat, Turquie                  | Niger                                  | 3 - 1                                  | Match amical                            | Titulaire et remplacé par David Sambissa à la 84e minute de jeu.    |
| 34.                                    | 23 mars 2023                           | Stade de Franceville, Franceville, Gabon                      | Soudan                                 | 1 - 0                                  | Éliminatoires de la CAN 2023            | Titulaire.                                                          |
| 35.                                    | 18 juin 2023                           | Stade de Franceville, Franceville, Gabon                      | RD Congo                               | 0 - 2                                  | Éliminatoires de la CAN 2023            | Titulaire et remplacé par Shavy Babicka à la 74e minute de jeu.     |
| 36.                                    | 9 septembre 2023                       | Stade Cheikha Ould Boïdiya, Nouakchott, Mauritanie            | Mauritanie                             | 2 - 1                                  | Éliminatoires de la CAN 2023            | Titulaire et remplacé par Anthony Mfa Mezui à la 10e minute de jeu. |
| 37.                                    | 16 novembre 2023                       | Stade de Franceville, Franceville, Gabon                      | Kenya                                  | 2 - 1                                  | Éliminatoires de la Coupe du monde 2026 | Titulaire.                                                          |
| 38.                                    | 19 novembre 2023                       | Stade Benjamin Mkapa, Dar es Salam, Tanzanie                  | Burundi                                | 1 - 2                                  | Éliminatoires de la Coupe du monde 2026 | Titulaire.                                                          |
| 39.                                    | 7 juin 2024                            | Stade Amadou-Gon-Coulibaly, Korhogo, Côte d'Ivoire            | Côte d'Ivoire                          | 1 - 0                                  | Éliminatoires de la Coupe du monde 2026 | Titulaire et remplacé par Axel Méyé à la 90e minute de jeu.         |
| 40.                                    | 11 juin 2024                           | Stade de Franceville, Franceville, Gabon                      | Gambie                                 | 3 - 2                                  | Éliminatoires de la Coupe du monde 2026 | Titulaire.                                                          |
| 41.                                    | 6 septembre 2024                       | Stade Adrar, Agadir, Maroc                                    | Maroc                                  | 4 - 1                                  | Éliminatoires de la CAN 2025            | Titulaire et remplacé par Jeremie Obounet à la 90e minute de jeu.   |
| 42.                                    | 10 septembre 2024                      | Stade de Franceville, Franceville, Gabon                      | Centrafrique                           | 2 - 0                                  | Éliminatoires de la CAN 2025            | Titulaire.                                                          |
| 43.                                    | 11 octobre 2024                        | Stade de Franceville, Franceville, Gabon                      | Lesotho                                | 0 - 0                                  | Éliminatoires de la CAN 2025            | Titulaire.                                                          |
| 44.                                    | 15 octobre 2024                        | Stade Moses-Mabhida, Durban, Afrique du Sud                   | Lesotho                                | 0 - 2                                  | Éliminatoires de la CAN 2025            | Titulaire.                                                          |
| 45.                                    | 15 novembre 2024                       | Stade de Franceville, Franceville, Gabon                      | Maroc                                  | 1 - 5                                  | Éliminatoires de la CAN 2025            | Titulaire et remplacé par Shavy Babicka à la 85e minute de jeu.     |
| 46.                                    | 20 mars 2025                           | Stade de Franceville, Franceville, Gabon                      | Seychelles                             | 3 - 0                                  | Éliminatoires de la Coupe du monde 2026 | Titulaire et remplacé par Van Mobili à la 78e minute de jeu.        |
| 47.                                    | 23 mars 2025                           | Nyayo National Stadium, Nairobi, Kenya                        | Kenya                                  | 1 - 2                                  | Éliminatoires de la Coupe du monde 2026 | Titulaire.                                                          |

### Buts internationaux
| Buts internationaux de Denis Bouanga | Buts internationaux de Denis Bouanga | Buts internationaux de Denis Bouanga         | Buts internationaux de Denis Bouanga | Buts internationaux de Denis Bouanga | Buts internationaux de Denis Bouanga | Buts internationaux de Denis Bouanga    |
|                                      | Date                                 | Lieu                                         | Adversaire                           | Score                                | Résultats                            | Compétitions                            |
| ------------------------------------ | ------------------------------------ | -------------------------------------------- | ------------------------------------ | ------------------------------------ | ------------------------------------ | --------------------------------------- |
| 1                                    | 24 mars 2017                         | Stade Océane, Le Havre, France               | Guinée                               | 1 - 1                                | 2 - 2                                | Match amical                            |
| 2                                    | 10 juin 2017                         | Stade du 26-Mars, Bamako, Mali               | Mali                                 | 0 - 1                                | 2 - 1                                | Éliminatoires de la CAN 2019            |
| 3                                    | 12 octobre 2018                      | Stade d'Angondjé, Libreville, Gabon          | Soudan du Sud                        | 1 - 0                                | 3 - 0                                | Éliminatoires de la CAN 2019            |
| 4                                    | 15 octobre 2019                      | Stade Ibn-Batouta, Tanger, Maroc             | Maroc                                | 1 - 2                                | 2 - 3                                | Match amical                            |
| 5                                    | 17 novembre 2019                     | Stade de Franceville, Franceville, Gabon     | Angola                               | 2 - 0                                | 2 - 1                                | Éliminatoires de la CAN 2021            |
| 6                                    | 12 novembre 2020                     | Stade de Franceville, Franceville, Gabon     | Gambie                               | 1 - 0                                | 2 - 1                                | Éliminatoires de la CAN 2021            |
| 7                                    | 25 mars 2021                         | Stade de Franceville, Franceville, Gabon     | RD Congo                             | 2 - 0                                | 3 - 0                                | Éliminatoires de la CAN 2021            |
| 8                                    | 16 novembre 2023                     | Stade de Franceville, Franceville, Gabon     | Kenya                                | 1 - 1                                | 2 - 1                                | Éliminatoires de la Coupe du monde 2026 |
| 9                                    | 19 novembre 2023                     | Stade Benjamin Mkapa, Dar es Salam, Tanzanie | Burundi                              | 0 - 2                                | 1 - 2                                | Éliminatoires de la Coupe du monde 2026 |
| 10                                   | 11 juin 2024                         | Stade de Franceville, Franceville, Gabon     | Gambie                               | 3 - 1                                | 3 - 2                                | Éliminatoires de la Coupe du monde 2026 |
| 11                                   | 15 novembre 2024                     | Stade de Franceville, Franceville, Gabon     | Maroc                                | 1 - 0                                | 1 - 5                                | Éliminatoires de la CAN 2025            |
| 12                                   | 20 mars 2025                         | Stade de Franceville, Franceville, Gabon     | Seychelles                           | 2 - 0                                | 3 - 0                                | Éliminatoires de la Coupe du monde 2026 |
| 13                                   | 20 mars 2025                         | Stade de Franceville, Franceville, Gabon     | Seychelles                           | 3 - 0                                | 3 - 0                                | Éliminatoires de la Coupe du monde 2026 |

## Palmarès
Bouanga remporte le championnat de National avec le Racing Club de Strasbourg Alsace en 2016. Il est également finaliste de la Coupe de France en 2020 avec l'AS Saint-Étienne. 
Peu après son arrivée au Los Angeles FC, son équipe décroche le Supporters' Shield 2022 puis remporte la Coupe MLS 2022 avant de soulever la Coupe des États-Unis en 2024. Il est également finaliste de la Ligue des champions de la CONCACAF 2023 (dont il est le meilleur buteur avec 7 buts), de la Campeones Cup 2023, de la Leagues Cup 2024 et de la Coupe MLS 2023.